# 原伯納特獸屬

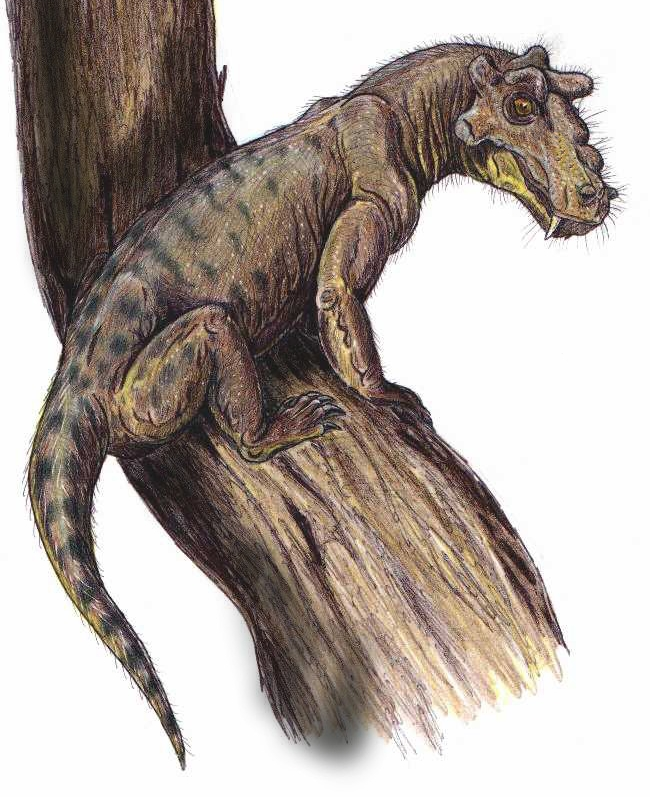
原伯納特獸

原伯納特獸屬（學名：Proburnetia）是種似哺乳爬行動物，屬於獸孔目巴莫鱷亞目的伯納特獸科，生存於二疊紀晚期（樂平統）的俄羅斯。這種動物的頭骨上有許多瘤狀物、突起物。頭顱骨長20公分，身長估計約1.5公尺。